# Камаюра (язык)
Камаюра́ (Camaiura, Kamaiurá, Kamayirá, Kamayurá) — индейский язык, принадлежащий к группе тупи-гуарани языковой семьи тупи, на котором говорит народ камаюра, который проживает в национальном парке Шингу штата Мату-Гросу в Бразилии. Камаюра считается одной из больших групп, живущих в национальном парке Шингу (290 человек по состоянию на 2004 год).